# Saccopharynx ampullaceus
Saccopharynx ampullaceus és el nom científic d'una espècie de peix abisal pertanyent al gènere Saccopharynx. És una espècie batipelàgica que habita entre 1000 i 3000 m de profunditat en la zona oriental de l'oceà Atlàntic. Amb gairebé 2 m de longitud és el major de tots els Saccopharyngiformes.